# Dąbroszyn (Lubusz)
Pour les articles homonymes, voir Dąbroszyn.
Dąbroszyn (prononciation : [dɔmˈbrɔʂɨn]) est un village polonais de la gmina de Witnica dans le powiat de Gorzów de la voïvodie de Lubusz dans l'ouest de la Pologne.
Il se situe à environ 15 kilomètres au sud-ouest de Witnica (siège de la gmina) et 39 kilomètres à l'ouest de Gorzów Wielkopolski (siège du powiat).
Le village comptait approximativement une population de 668 habitants en 2011.

## Histoire

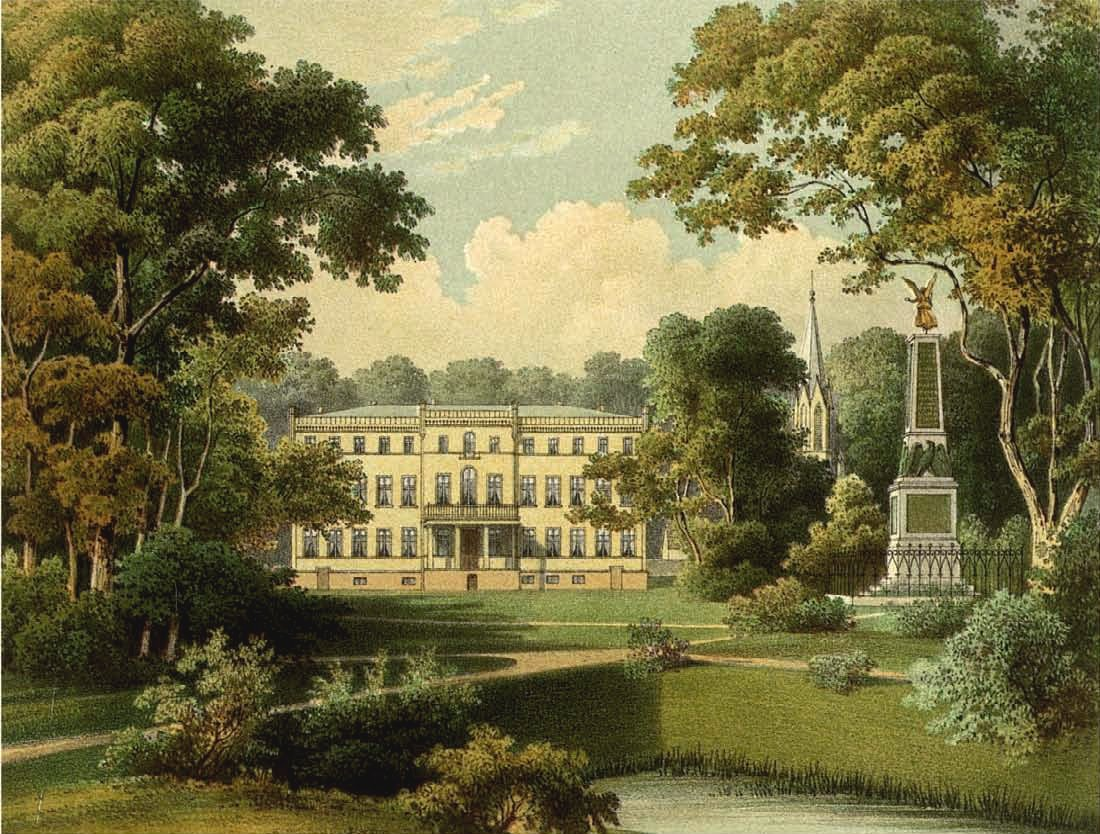
Schloss Tamsel um 1860
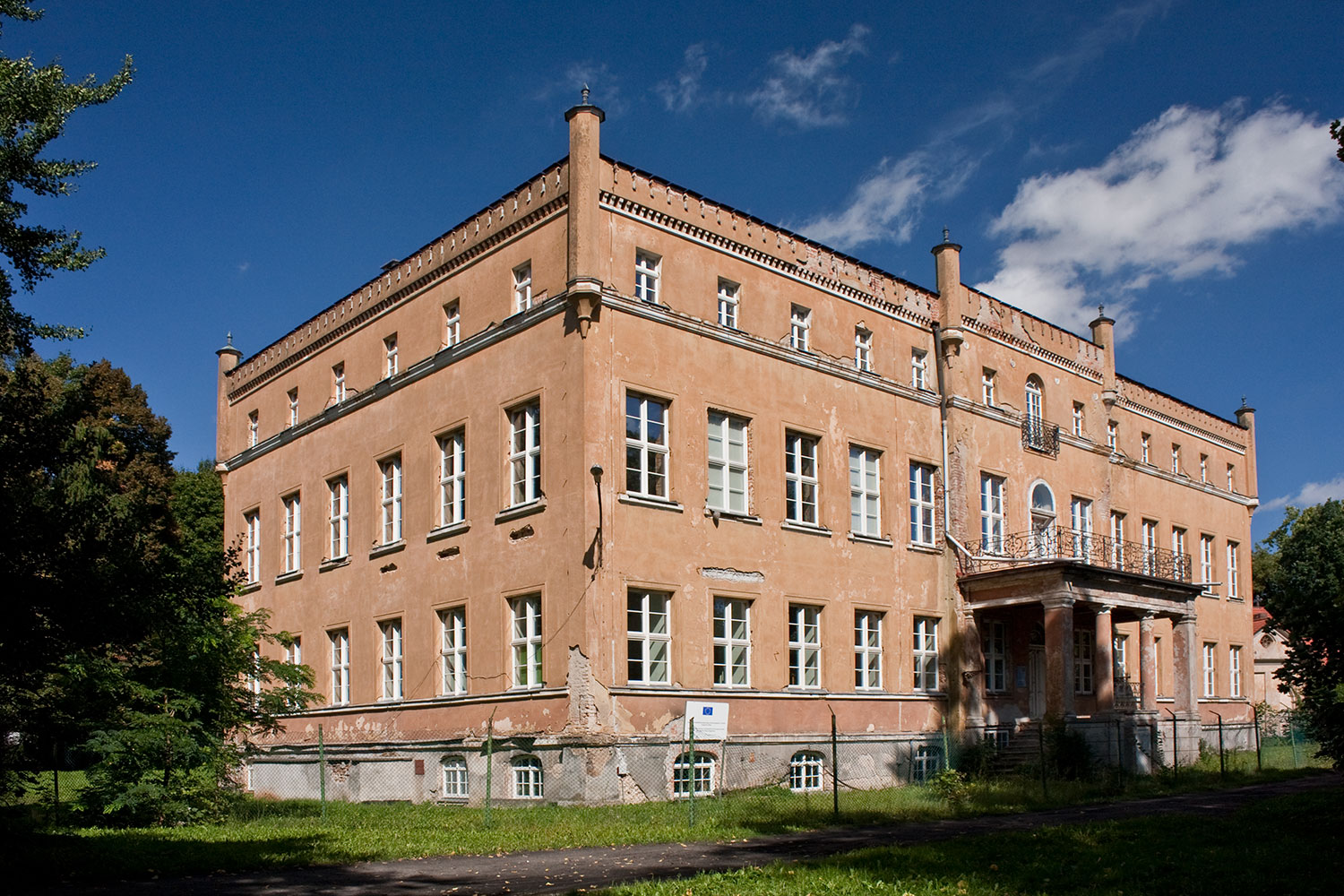
Schloss Tamsel heute
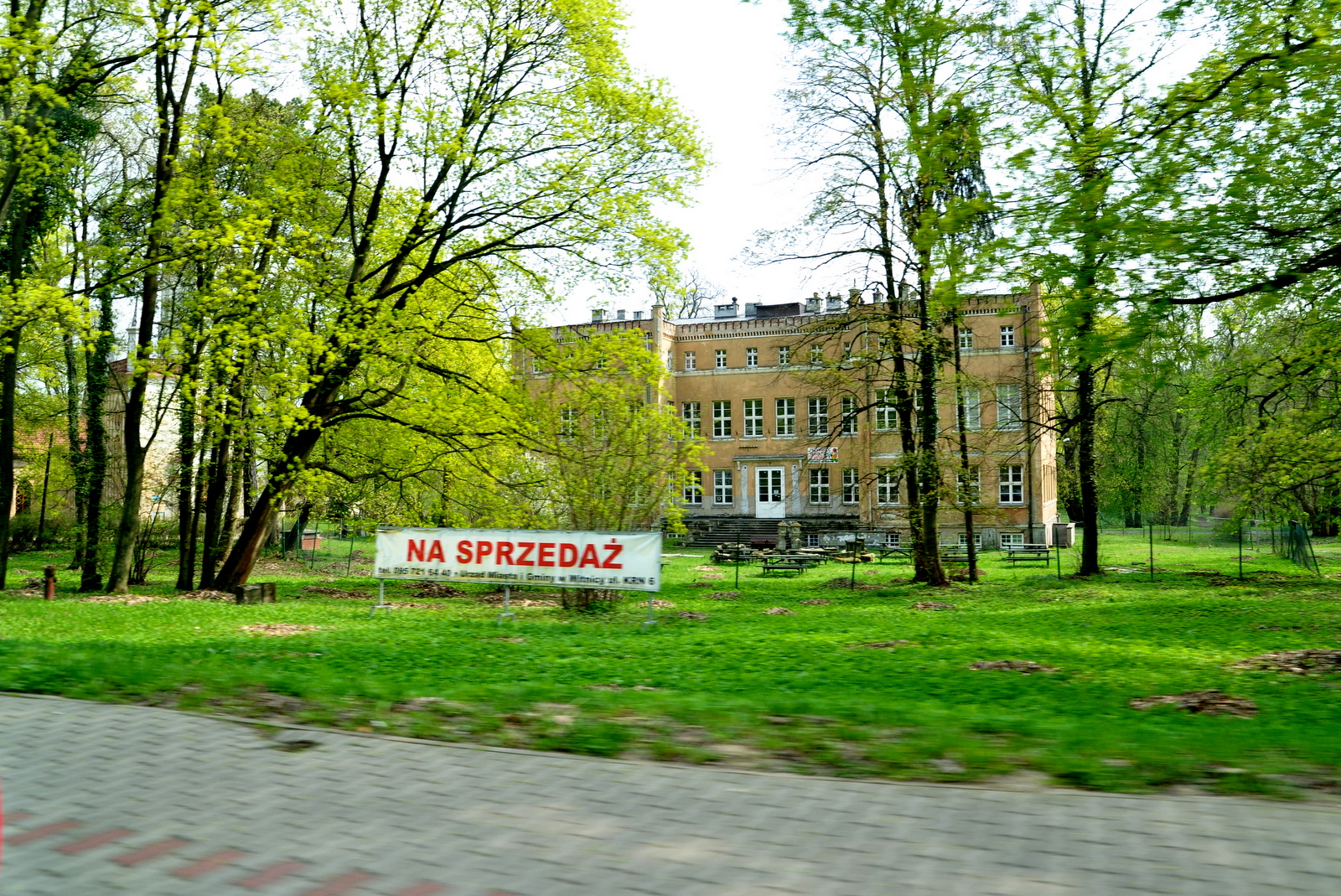
Palac Dabroszyn steht zum Verkauf (2011)

Avant 1945, ce village appartenait à l'Allemagne sous le nom allemand de Tamsel. (voir Évolution territoriale de la Pologne)
De 1975 à 1998, le village appartenait administrativement à la voïvodie de Gorzów.

Depuis 1999, il appartient administrativement à la voïvodie de Lubusz.